# Norra Björstorp
Norra Björstorp en ort i Brösarps socken, i Tomelilla kommun. 
Bebyggelsen utgörs både av fristående gårdar och av mindre bostadshus. Jord- och skogsbruket dominerar landskapsbilden. 
Brösarps lokalförening finns här.